# Приворотень близький
Приворотень близький (Alchemilla propinqua H.Lindb. ex Juz.) — багаторічна рослина роду приворотень (Alchemilla), родини розові (Rosaceae).

## Ботанічний опис
Стебла 40–55 см заввишки.
Прилистки стеблових листків зубчаті, зелені. Лопаті без надрізів, в кількості 7–9, майже округлі, кожна лопать з 6–7 тупими зубцями. Запушення стебла та листків густе.

## Поширення
В Україні поширений у Поліссі, росте на луках, зустрічається рідко.